# (2401) Aehlita
(2401) Aehlita es un asteroide perteneciente al cinturón de asteroides, descubierto el 2 de noviembre de 1975 por Tamara Mijáilovna Smirnova desde el Observatorio Astrofísico de Crimea (República de Crimea).

## Designación y nombre
Designado provisionalmente como 1975 VM2. Fue nombrado Aehlita en homenaje a la publicación Aelita, obra de ciencia ficción realizada por el escritor Alekséi Nikoláyevich Tolstói.